# زایدو سانوسی
زایدو سانوسی (انگلیسی: Zaidu Sanusi؛ زادهٔ ۱۳ ژوئن ۱۹۹۷) بازیکن فوتبال اهل نیجریه است.
از باشگاه‌هایی که در آن بازی کرده‌است می‌توان به باشگاه فوتبال ژیل ویسنته و باشگاه فوتبال سانتا کلارا اشاره کرد.
وی همچنین در تیم ملی فوتبال نیجریه بازی کرده‌است.
وی مسلمان است.